# Glenn Grothman
Glenn S. Grothman, född 3 juli 1955 i Milwaukee i Wisconsin, är en amerikansk politiker (republikan). Han är ledamot av USA:s representanthus sedan 2015.
Kongressledamot Tom Petri ställde inte upp för omval i mellanårsvalet 2014. Han var föremål för en undersökning som gällde en potentiell intressekonflikt och Grothman hade redan hunnit meddela att han ska utmana Petri i republikanernas primärval innan Petri fattade sitt beslut.